# Șieu-Odorhei
Șieu-Odorhei è un comune della Romania di 2609 abitanti, ubicato nel distretto di Bistrița-Năsăud, nella regione storica della Transilvania.
Il comune è formato dall'unione di 7 villaggi: Agrișu de Jos, Agrișu de Sus, Bretea, Coasta, Cristur-Șieu, Șieu-Odorhei, Șirioara.